# Gonocaryum gracile
Gonocaryum gracile là một loài thực vật có hoa trong họ Cardiopteridaceae. Loài này được Miq. mô tả khoa học đầu tiên năm 1861.